# Вакуола
Растителната вакуола е клетъчен органел, представляващ мехурче, съдържащо вода, електролити, въглехидрати и пигменти. Определя тургора на клетката. Водата, стремяща се да навлезе в клетката, създава напрежение, поддържащо клетъчната стена опъната.
Вакуолите са мембранноограничени органели, срещащи се в някои еукариотни клетки и имащи разнообразни секреторни, екскреторни и складиращи функции. Вакуолите и тяхното съдържимо се разглеждат като отделни структури от цитоплазмата и се определят като ергастични субстанции според някои автори. Тези органели са най-характерни за растителните клетки.
При някои едноклетъчни животни е част от храносмилателната система и отделителната система.

## Функции
Основните функции на вакуолата са следните
- премахване на ненужни остататъци от клетъчни структури
- изолиране на вещества, които могат да бъдат вредни за клетката
- съхранение на непотребни за клетката вещества
- контролиране на хидростатичното налягане или още тургора на клетката
- контролиране на pH на клетката
- складиране на малки молекули
- изнасяне на ненужни вещества от клетката

Вакуолите имат важна роля и в автофагията на клетките, като контролират баланса между производството и изразходването на веществата в клетката. Тези органели складират хранителни и други запасни вещества. Помагат и при инвазия на бактерии в клетката и при разрушаването на неправилно нагънати белтъци.